# Villavallelonga
Villavallelonga es una  localidad italiana de la provincia de L'Aquila, región de Abruzos de 949 habitantes.

## Evolución demográfica
| Gráfica de evolución demográfica de Villavallelonga entre 1861 y 2001 |
|                                                                       |
| Fuente ISTAT - elaboración gráfica por Wikipedia                      |